# Hans Stiebner
Hans Stiebner, född Hans Friedrich Wilhelm Georg Paul Stiebner 19 november 1898 i Vetschau, död 27 mars 1958 i Baden-Baden, var en tysk skådespelare.

## Filmografi (urval)
- 1958 - Massmördaren Crippen
- 1955 - Råttorna
- 1954 - Wronski - en landsförrädare
- 1953 - Två sovvagnsbiljetter
- 1938 – Geld fällt vom Himmel
- 1936 – Revolt
- 1923 - Storhertigens finanser